# Ridge Racer Unbounded
 (mars 2020).
Si vous disposez d'ouvrages ou d'articles de référence ou si vous connaissez des sites web de qualité traitant du thème abordé ici, merci de compléter l'article en donnant les références utiles à sa vérifiabilité et en les liant à la section « Notes et références ».

Ridge Racer Unbounded est un jeu vidéo de course développé par Bugbear Entertainment et édité par Namco Bandai Games. Le jeu est sorti le 2 mars 2012 sur PlayStation 3 et Xbox 360. Le jeu fait partie de la série Ridge Racer. 

## Histoire
Ridge Racer Unbounded plonge le joueur dans la ville imaginaire de Shatter Bay. En tant que recrue du gang des Unbounded, il doit participer à des courses automobiles dans les rues de la ville où tous les coups sont permis : grâce à la puissance, que l'on peut gagner en roulant juste derrière ses adversaires, en sautant, en détruisant des éléments du décor ou en dérapant, il peut détruire les véhicules adverses ou même détruire des bâtiments afin d'ouvrir des raccourcis. De plus, la plupart du temps, les murs de béton s'écroulent au passage de votre voiture. Le but : prouver à Kara Shindo, chef des Unbounded, que vous méritez de dominer Shatter Bay.

### Modes de jeu
Il existe différents modes de jeu :
- Mode Domination : La course classique de Ridge Racer Unbounded. Onze adversaires, tous les coups sont permis : accumulez de la puissance pour détruire vos adversaires, les bâtiments et passer en tête à tout prix, mais attention : les adversaires ne vous laissent pas de répit !
- Mode Shindo Racing : Une course plus simple, ou seul le plus rapide peut l'emporter. La puissance est ici remplacée par le boost, qui permet une grosse accélération mais qui ne permet pas de détruire des bâtiments.
- Mode Contre-la-montre : Le temps presse. Il faut atteindre l'arrivée le plus vite possible, avec la police à ses trousses. Récupérez des symboles pour geler le temps pendant un court instant.
- Mode Crash : Au volant d'un gros camion ou d'une autre voiture selon les épreuves, le but est simple : détruire le plus de véhicules adverses en un temps imparti. Les adversaires sont soit des policiers si l'épreuve impose le camion, soit des autres véhicules si vous devez utiliser un véhicule normal.
- Mode Dérapages contrôlés : Tenter de faire le plus de dérapages en un temps imparti.

## Éditeur de circuits
Le jeu possède un éditeur de circuits. Avant de créer un circuit, il faut créer une ville. Chaque ville peut contenir jusqu'à cinq épreuves, et peut ensuite être publiée.